# Chersonesia sanna
Chersonesia sanna är en fjärilsart som beskrevs av Hans Fruhstorfer 1906. Chersonesia sanna ingår i släktet Chersonesia och familjen praktfjärilar. Inga underarter finns listade i Catalogue of Life.